# PONOS (компанія)
Корпорація PONOS — незалежна компанія з виробництва відеоігор, заснована в 1990 році із штаб-квартирою в Кіото, Японія. Ця компанія починала як компанія з обробки зображень, але пізніше почала розробляти ігри для мобільних платформ. Компанія PONOS найбільш відомий грою The Battle Cats у жанрі tower defense.
Компанія також була партнером команди Вільямс F1 для Чемпіонату світу Формули-1 2020 року та Чемпіонату світу Формули-1 2021 року.